# Бернгард, Рудольф Богданович
Рудольф Богданович Бернгард (нем. Karl Rudolf Bernhard; 1819—1887) — русский архитектор и инженер, специалист по строительной механике и теории сводов; профессор и первый директор Института гражданских инженеров в Санкт-Петербурге, тайный советник. Автор построек в Санкт-Петербурге, Москве, Киеве, Таллине и других городах. Отец архитекторов В. Р. Бернгарда и Э. Р. Бернгарда.

## Биография
Родился в семье ревельского архитектора на мызе Фаналь в Эстляндской губернии 20 мая (1 июня) 1819 года; источники также указывают 1818 год и 1820 год. Его отец Готтхильф-Бенджамен (Богдан) Бернгардт (1782—?), прибыл из Саксонии; в Эстляндии его фамилия потеряла последнюю букву.
До 14 лет учился в ревельской гимназии. Затем работал писцом в канцелярии эстляндского губернатора. В 1839 году приехал в Санкт-Петербург, где поступил в Императорскую Академию художеств (ИАХ), в которой учился до 1843 года в классе К. А. Тона. Затем, в числе других стипендиатов, был переведён в Петербургское строительное училище, которое окончил в 1846 году с золотой медалью с занесением имени на мраморную доску училища. После окончания учёбы начал работать помощником архитектора чертёжной Правления 1-го округа Министерства путей сообщения, а вскоре был назначен архитектором 1-го отделения 1-го округа. Работая в Министерстве путей сообщения, возвёл много построек, в том числе гидротехнических.
В 1854 году был назначен руководителем 3-го специального класса Института корпуса инженеров путей сообщения и преподавал в институте до 1870 года. 
После исследования им причин разрушения церкви на Петербургской стороне, Бернгард приобрёл известность в техническом мире, а Совет Строительного училища присвоил ему звание инженера-архитектора. С 1863 года он работал архитектором одной из частей Санкт-Петербурга, затем был назначен главным городским архитектором. С 1864 года являлся почётным вольным общником ИАХ, а в 1865 году был назначен руководителем кафедры строительного искусства Академии. В том же году стал архитектором Академии наук, строений Историко-филологического института и Метеорологической обсерватории, ремонтом зданий которых заведовал до 1873 года. 
В 1865—1878 годах Бернгард являлся гласным Петербургской городской думы. В 1875 году дума выбрала его в состав Высочайше утверждённой комиссии для техническо-инспекторского надзора по постройке через Неву моста Императора Александра II. В 1871 году за теорию сводов, введённую им в программу академического курса училища, Бернгард был назначен профессором. В 1872 году посетил по поручению ИАХ Рим, где осмотрел купол Собора Святого Петра. 
В 1873 году Бернгард был назначен директором Петербургского строительного училища, которое в 1882 году, при его участии, было преобразовано в Институт гражданских инженеров. Бернгард разработал новый устав института, сделал план нового здания и добился выделения средств на его перестройку. 
Являлся почётным членом и товарищем (заместителем) председателя Петербургского общества архитекторов. Состоял в Техническом строительном комитете Министерства внутренних дел, как член которого проверял в конструктивном отношении все строившиеся в то время в России церкви. С 1880 года состоял архитектором Городского кредитного общества. Тайный советник (1883).
В 1886 году вышел в отставку. Скончался 3 (15) августа 1887 года после долгой болезни в Дерпте. Был похоронен на кладбище Цигельскоппель; на могиле был установлен памятник выполненный его сыном Эрвином.
В память Р. Б. Бернгарда в Институте гражданских инженеров была утверждена медаль, которой награждались студенты за лучшие работы по механике.

## Труды
- Цирк Г. Гинне // Зодчий. — СПб., 1872. — № 1. — С. 2.
- Употребление рельсов при постройке свода // Зодчий. — СПб., 1873. — № 1. — С. 1—3.
- Исследование причин обрушения арок и сводов в локомотивном здании Петергофской железной дороги // Зодчий. — СПб., 1874. — № 5. — С. 53—55.
- Дом военного министра в Петербурге // Зодчий. — СПб., 1875. — № 1. — С. 9—10.
- Купол храма св. Петра в Риме // Зодчий. — СПб., 1876. — № 8—9. — С. 88—93.
- Расчет устойчивости главного купола церкви св. Петра в Риме // Зодчий. 1877. — Вып. 1. — С. 1—5; Вып. 2. — С. 1116; Вып. 3. — С. 23—25;
- Арки и своды. Руководство к устройству и расчету арочных и сводчатых перекрытий. Часть I. Устройство арок и сводов. — 1901

## Проекты и постройки

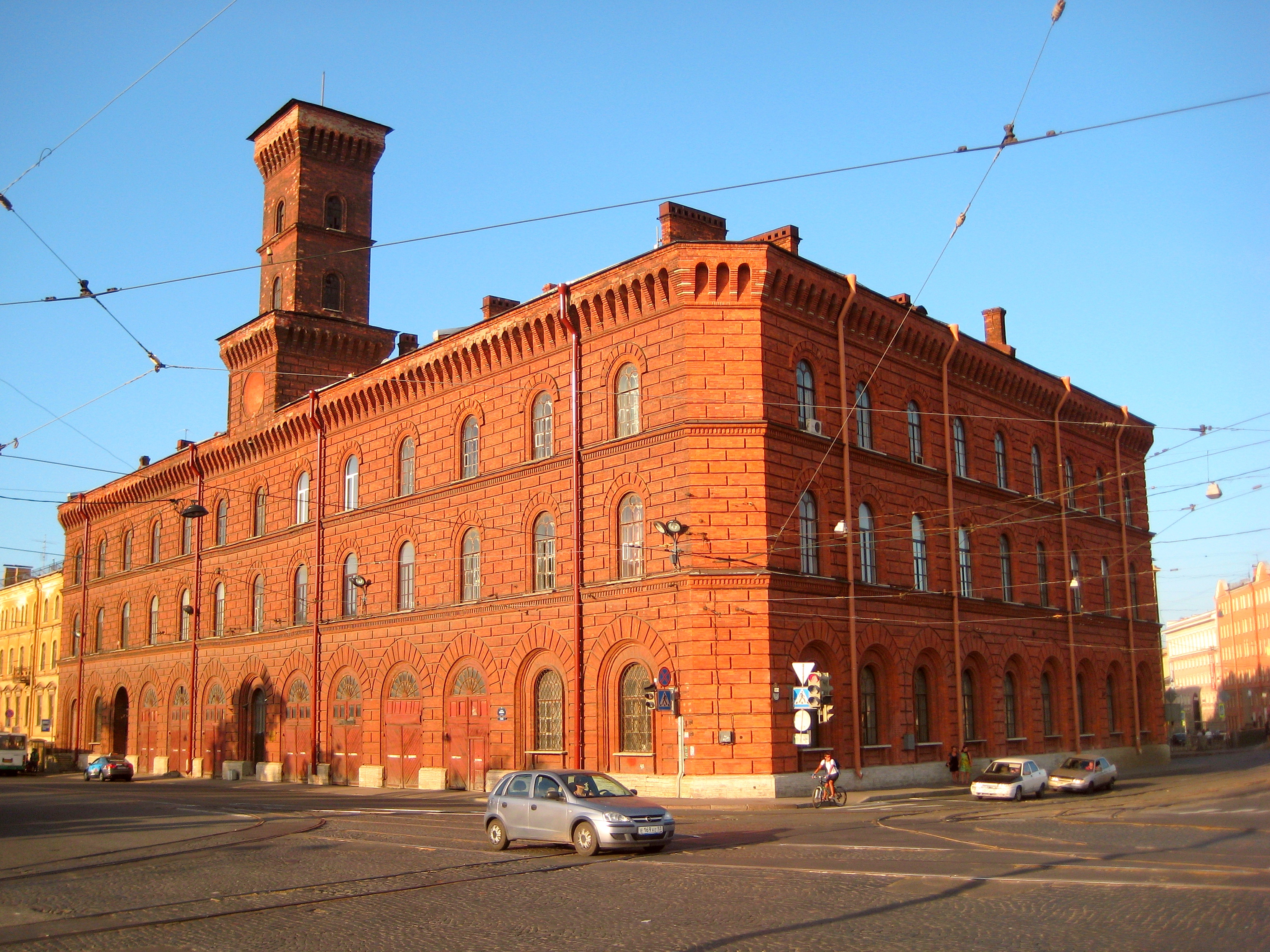
Съезжий дом 4-й Адмиралтейской части
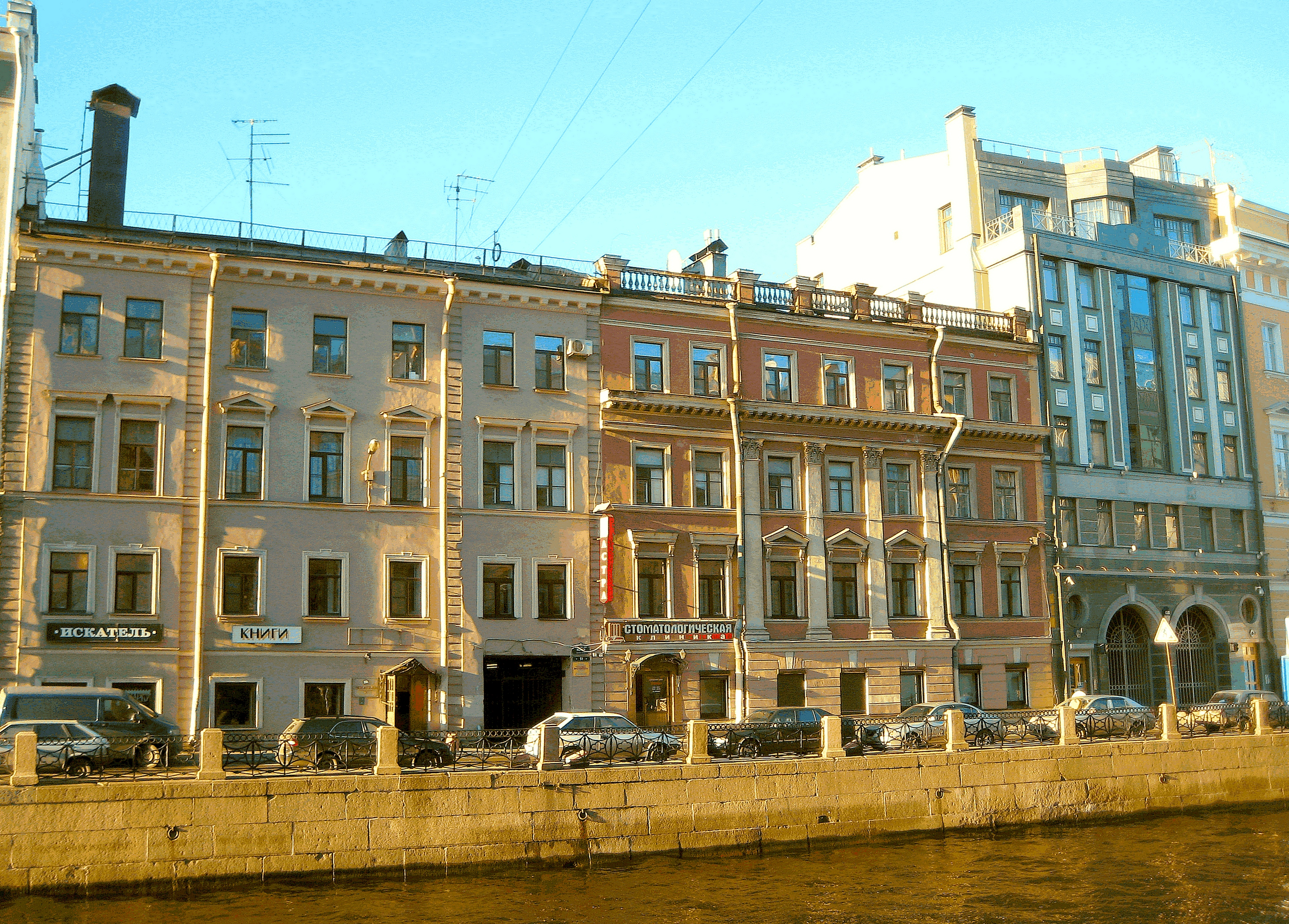
Дом К. К. Фелейзена
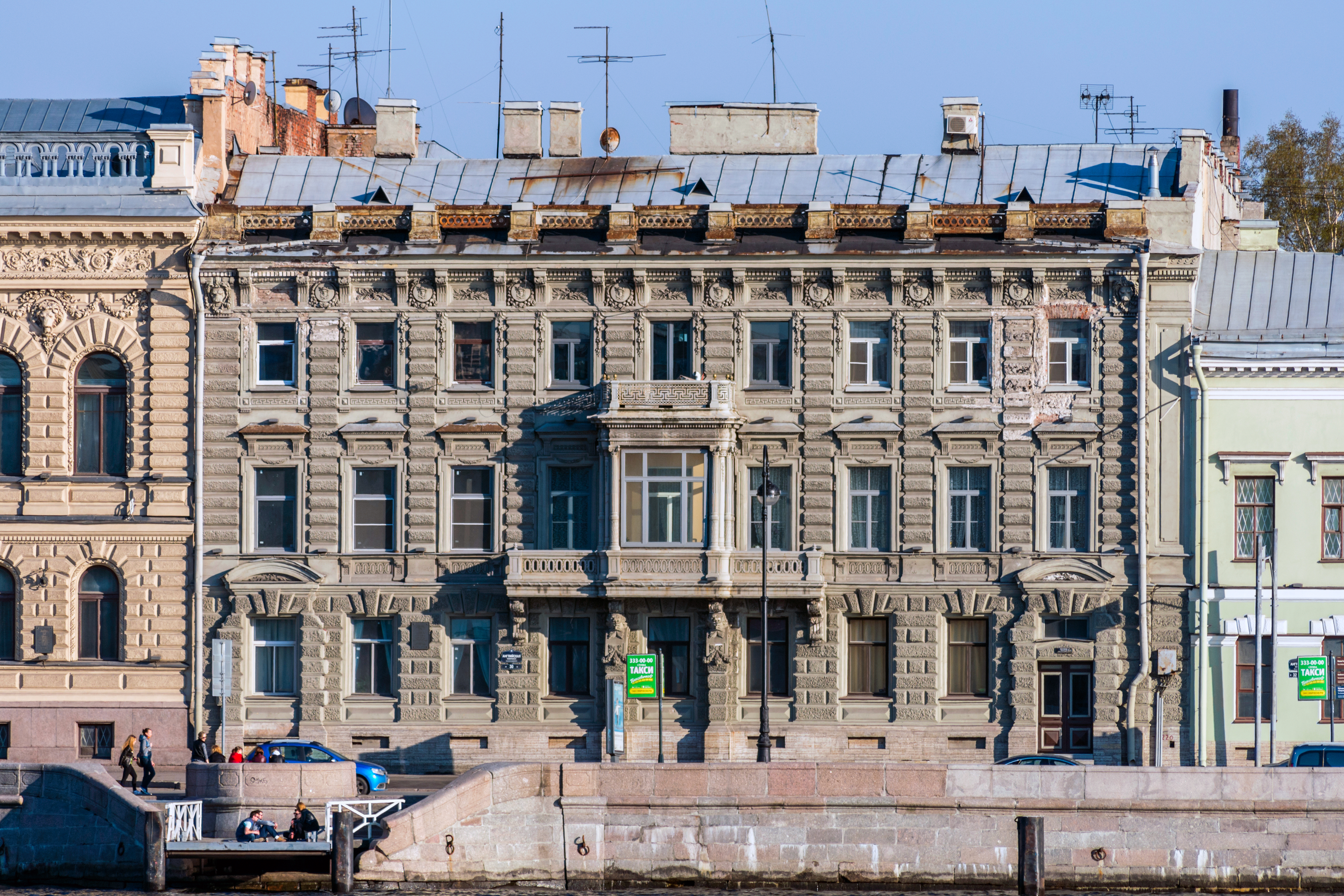
Особняк баварского генерального консула Э. М. Мейера
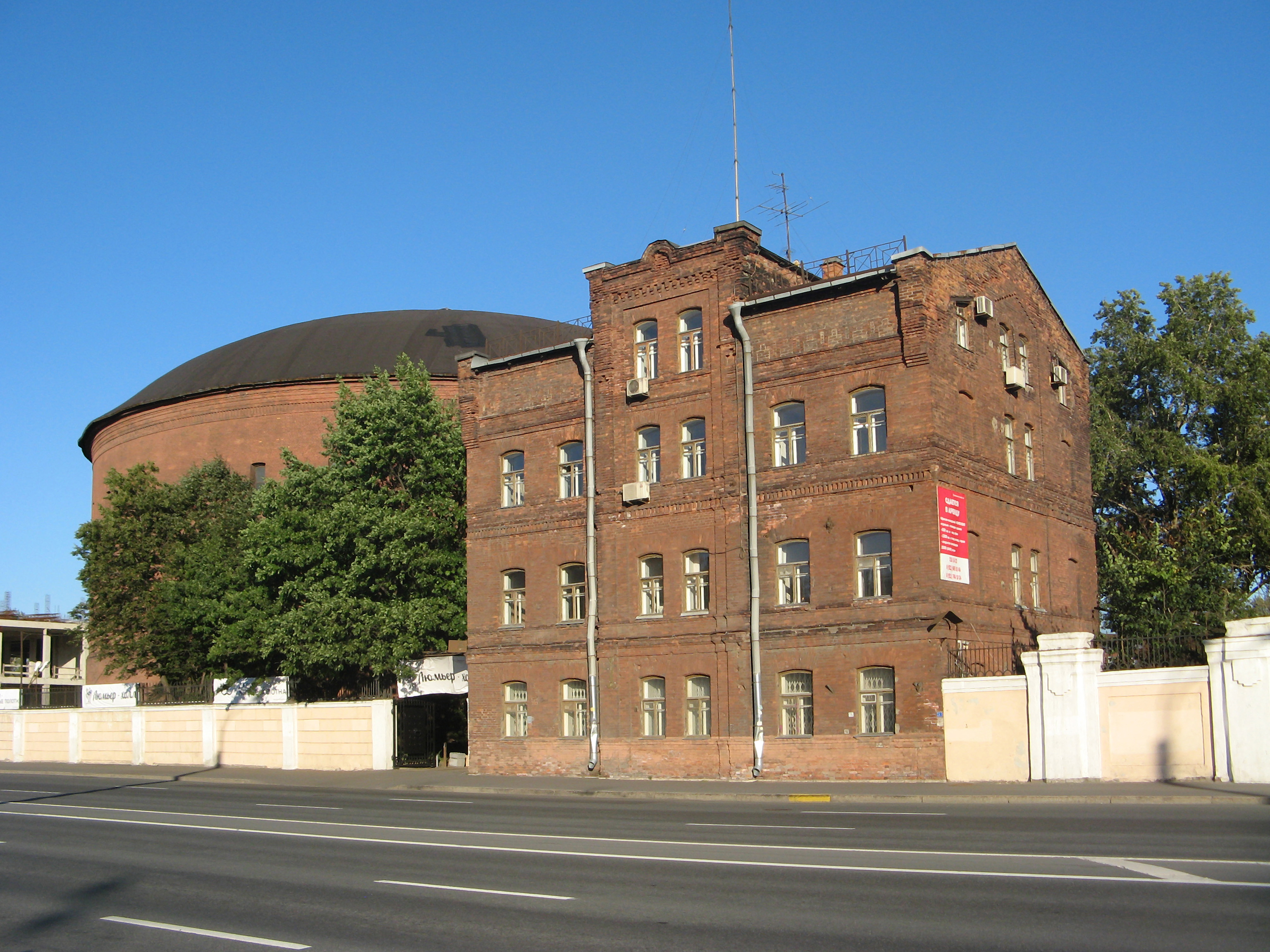
Здание заводоуправления и газгольдер завода Петербургского общества столичного освещения
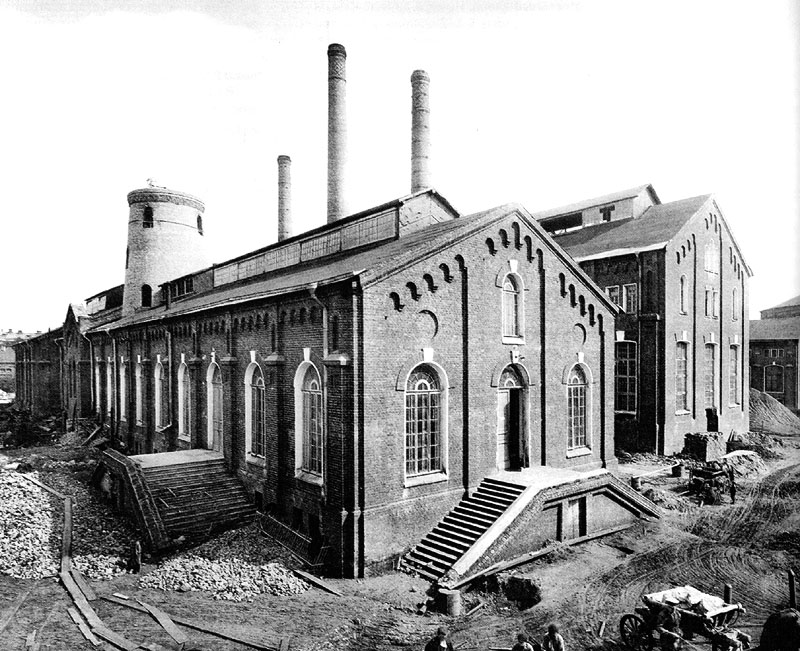
Московский газовый завод

### Петербург
- Съезжий дом 4-й Адмиралтейской («Коломенской») части; арх. Р. А. Желязевич, Р. Б. Бернгард (1849—1851, Санкт-Петербург, набережная Фонтанки, 201 / Площадь Репина, 1);
- Особняк Чебатюковой (1850, Санкт-Петербург, Саратовская улица, 20);
- Производственные здания Товарищества Тюлевой фабрики (1853—1860, Санкт-Петербург, Петроградская набережная, 40-42);
- Дом К. К. Фелейзена; арх. Боссе Г. А., Бернгард Р. Б., Миллер Ф. Л. (1853—1854, 1880, Санкт-Петербург, Набережная Мойки, 51);
- Полицейский дом коломенской части (1854, Санкт-Петербург);
- Здание фабрики К. Кирштена (1856—1857, Санкт-Петербург, Улица Чапаева, 15);
- Жилой дом (1857, Санкт-Петербург, Пионерская улица, 17);
- Казармы для нижних чинов жандармского дивизиона (1857—1858, Санкт-Петербург, Кирочная улица, 15);
- Газовый завод Общества столичного освещения, совместно с В. Р. Бернгардом (1858—1862, Санкт-Петербург, Набережная Обводного канала, 74);
- Особняк Геллера (1859, Санкт-Петербург, Малый проспект Васильевского острова, 25);
- Завершение строительства церкви Спасо-Преображения (Колтовской), совместно с А. В. Ивановым; автор-строитель А. Т. Жуковский (1869—1874, Новоладожская улица, 8), не сохранилась;
- Дом-особняк Э. М. Мейера, совместно с архитектором К. К. Рахау (1870—1872, Санкт-Петербург, Английская набережная, 30).

### Москва
- Ансамбль Московского газового завода, совместно с Н. П. Милюковым, Ф. М. Дмитриевым, Н. Морозовым, М. П. Степановым (1865—1868, Москва, Нижний Сусальный переулок, 5), позднее частично перестроен. Ценный градоформирующий объект[9].

### Таллин
Дома 9, 11, 13, 15 по улице Пикк.

## Семья
Был женат на Александрине-Амалии Эйхлер) (1831—1901), родившейся и умершей в Ревеле. Три их сына стали, как и отец, архитекторами:
- Эрвин (1852—1914)
- Вильгельм (1856—1909)
- Ричард (1864—1929), работал в Москве, умер в Белине.